# Nairoviridae
Nairoviridae es una familia de virus del orden Hareavirales conformada por cuatro géneros. Los virus en esta familia son causantes de enfermedades en animales, transmitidas por garrapatas, y que causan fiebres hemorrágicas. Se agrupan en siete serogrupos.
Fue identificado inicialmente en la «enfermedad de Nairobi» (Nairobi sheep disease), una enfermedad que causa fiebre hemorrágica en ovejas.
También causan enfermedades que afectan al ser humano, como la fiebre hemorrágica de Crimea-Congo, una afección grave con una mortalidad que oscila entre el 10 y el 40 %.